# Explotación del corcho en Portugal

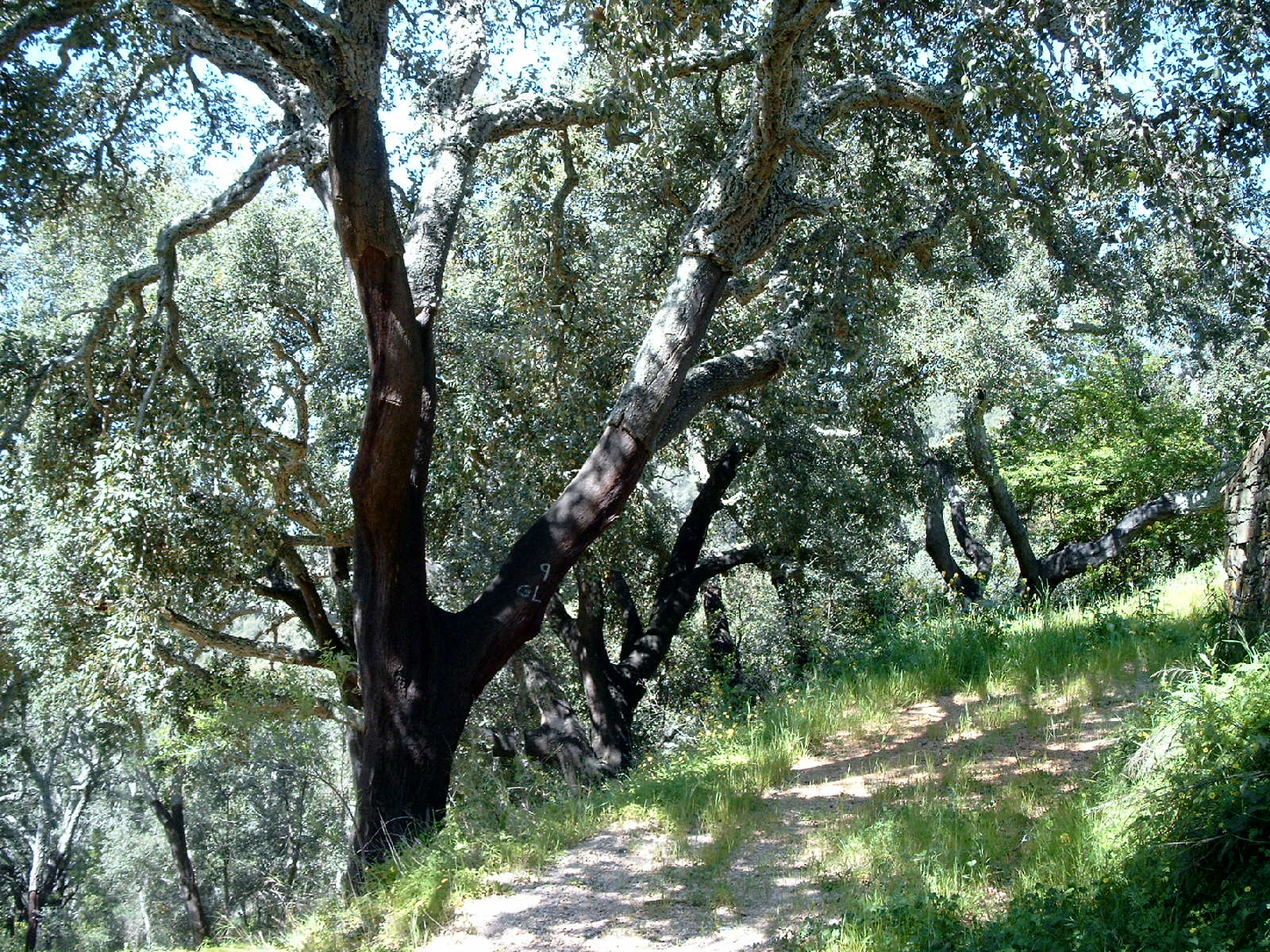
Alcornoque.

Cada nueve años se extrae el corcho del alcornoque mediante hachas. Cada vez que se extrae el corcho se escribe el año en que se cortó el corcho en el alcornoque. Con el corcho se fabrican tapones para las botellas de vino, se utilizan como aislantes en la construcción y se hacen paneles.

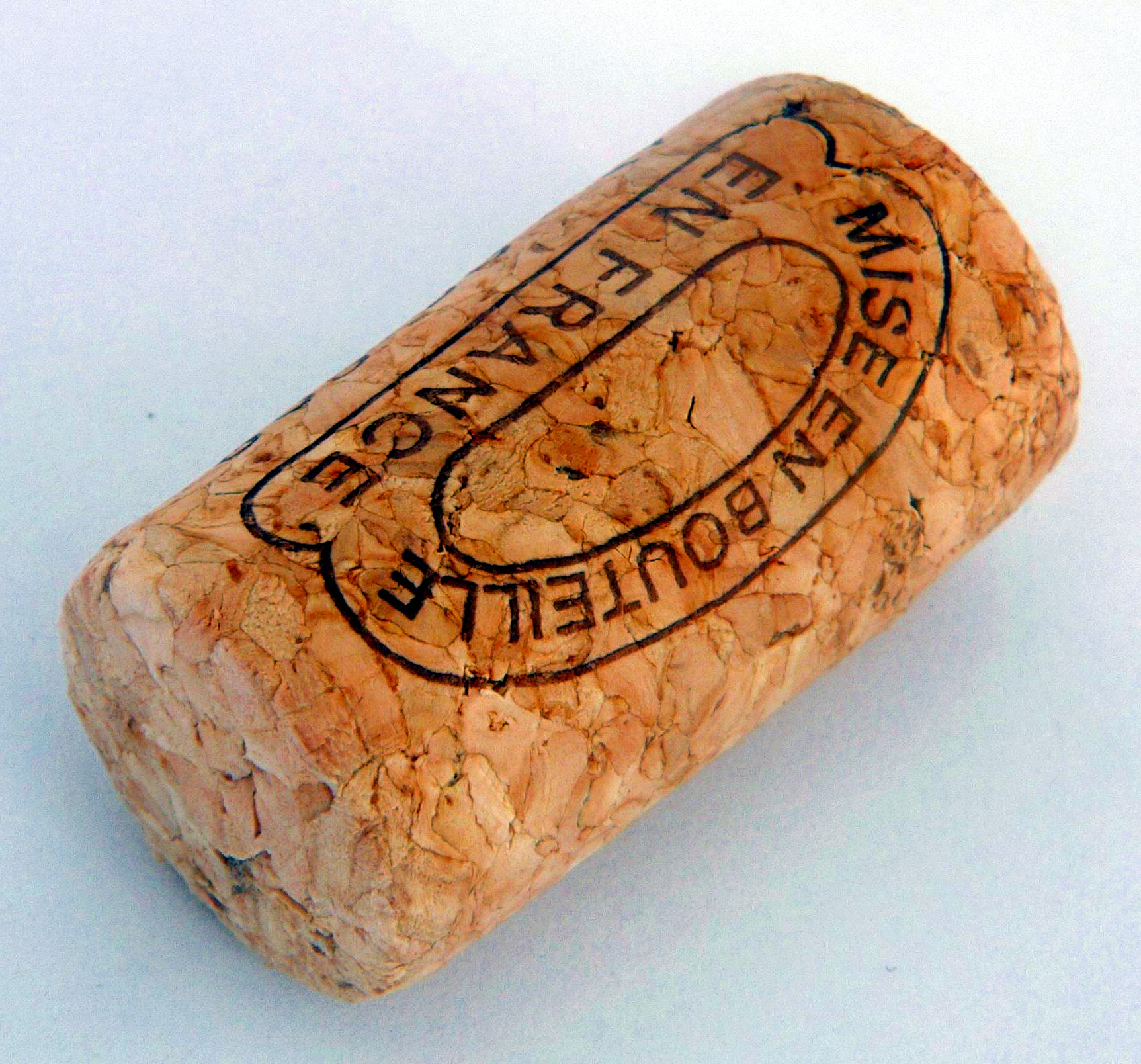
Tapón de corcho.

## Producción
En Portugal se encuentran 32% de los alcornoques que están en el mundo. El segundo país con más alcornoques es España con 22% de los alcornoques.
Portugal es el mayor productor mundial de corcho: produce 160 mil toneladas al año, es decir, 51% del corcho producido mundialmente. Le sigue España que produce el 31%.
72% del corcho portugués es producido en el Alentejo.

## Exportación
Portugal es quien exporta 60% de las exportaciones de corcho lo que le da un beneficio de 850 millones al año. El segundo mayor exportador de corcho es España: 19%.
Los principales importadores del corcho portugués son: Francia (19,88 %) y Estados Unidos (16,48 %)
Portugal también es el principal exportador de tapones del mundo.

## Importación
Portugal, aunque es el mayor productor y exportador de corcho del mundo, también es el mayor importador mundial de corcho que utiliza para la fabricación y, posteriormente, exportación de productos de consumo final. En 2007 las importaciones ascendieron a los 131 millones de euros , es decir, 63 mil toneladas de corcho.
- Datos: Q5853438